# Кафедра русской литературы Тартуского университета
Кафедра русской литературы Тартуского университета — учебный и научный центр, на базе которого возникла Московско-Тартуская семиотическая школа.

## Немецкоязычный Дерптский университет (1802—1892)
В 1802 году, при вторичном открытии Дерптского университета, в нем была учреждена должность «учителя российского языка»:16, наряду с должностями учителей английского, итальянского, французского и немецкого. Первым русским лектором и переводчиком на 1802—1804 стал хорват Йосиф Антоний Елачич:32, вскоре переведенный учителем русского языка в Дерптскую гимназию:86.
В 1803 году была открыта кафедра русского языка и литературы:83. В обязанности ее преподавателя также входил перевод и ведение корреспонденции.
Основная же задача сводилась к практическому преподаванию русского языка. Таким образом, преподаванию русского языка и литературы регламент отводил «лишь служебную и самую незначительную роль»:5 в немецкоязычном университете.
Первоначально кафедра была предложена Карамзину, а после его отказа:96 профессором был избран Г. А. Глинка, первый дворянин на профессорской кафедре Российской империи:15-16 . В 1810, после ухода Глинки в отставку, профессором стал А. С. Кайсаров, он занимал должность до 1812 года, когда отправился на Отечественную войну, где и погиб.
После годовой вакансии с 1814 по 1820 должность профессора «российского языка и словестности» занимал поэт и публицист А. Ф. Воейков.
Его чисто критико-литературные лекции, при тогдашнем крайне недостаточном знании студентами русского языка, оставались вообще без заметных последствий, тем более, что они постоянно прерывались его поездками; но прием который он делал студентам у себя в доме, имел на них полезное образовательное влияние.:97
После Воейкова пост предлагался В. А. Жуковскому и В. К. Кюхельбекеру. Занял его в 1821 В. М. Перевощиков, ранее преподававший в Казанском университете:17. В 1830 Перевощиков вышел в отставку и переехал в Петербург.
Основной задачей русистов оставалось преподавание русского языка, ставшего обязательным для медиков. «9 сентября 1822 года совет постановил даже сажать во время вакаций в карцер тех студентов [Медицинского] института, которые не усердно заниматся русским языком»:10.
Перевощиков был тип сухого, безжизненного, скрытного [...]  бюрократа; самая походка его, плавная, равномерная и как бы предусмотренная, выражала характер идущего. Цвет лица пергаментный; щеки и подбородок гладко выбриты; речь, как и походка, плавная и монотонная, без малейшего повышения или понижения голоса [...] По-немецки он не говорил почему-то, и краткая беседа велась или на французском, или на смешанном языке. Спрашивали по-французски – отвечали по-немецки; спрашивали по-немецки – отвечали по-французски.:336-337
Предложенный Советом университета преподаватель рижской гимназии Ф. Н. Святной не был утвержден в профессора и с 1830 по 1835 кафедра оставалась пустой. Преподавание вел лектор А. В. Тихвинской:97-98. В 1836 профессором был избран выпускник Московского университета М. И. Розберг, занимавший этот пост до 1867.
Он был основательным знатоком своего языка и литературы и вообще очень образованным человеком [...] Он прославился тем, что предъявлял на экзаменах столь гуманные требования, что ни один студент не заботился об овладении его предметом.:19
В 1865 году, по новому университетскому уставу «кафедра российского языка» была переформирована в «кафедру русского языка в особенности и славянского языковедения вообще», на которой была выделена должность доцента «русского языка и литературы»:23.
В 1868 профессором кафедры становится А. А. Котляревский, занимавший ее до 1872.
Вместо должности «лектора русского языка» с 1865 была учреждена должность доцента русского языка и литературы. Ее занимали В. А. Яковлев (1871—1873), М. В. Прахов (1876—1878), ученик Котляревского А. А. Соколов (1878—1880), Л. Г. Мазинг (1880—1902):22.
С 1874 по 1895 пост профессора русской словесности занимал литературовед П. А. Висковатов.

## Русскоязычный Юрьевский университет (1893—1918)
В 1892 году Дерпт был переименован в город Юрьев, а высочайшим повелением от 27 февраля 1893 университет был переименован в Юрьевский:15. Ректором университета и профессором по кафедре сравнительной грамматики славянских наречий в 1892 был назначен славист А. С. Будилович, призванный усилить русификацию университета: он заменяет часть немецкоязычной профессуры русскими преподавателями. Уменьшается и количество немцев среди студенчества:269-270. На проводах Будиловича из Юрьева у 1901 году было сказано:
Застав еще Дерптский университет совершенно немецким, он оставляет его нам, нынешний Юрьевский университет, русским как по языку преподавания, так и по составу учащих и учащихся.:10
С 1895 до 1918 должность ординарного профессора занимал Е. В. Петухов. В 1918 вместе с кафедрой он оказывается в эвакуации в Воронеже.

## Тартуский университет времени Первой республики (1918—1940)
После перехода Тартуского университета на преподавание на эстонском языке в 1919, русская кафедра была объединена со славянской — с одним профессорским местом:25. Должность лектора по русскому языку с 1919 по 1940 бессменно занимал Б. В. Правдин, также лекции по славянским и русской литературе читал С. В. Штейн.
Профессором славянской филологии в 1902—1925 был эстонский славист и балтист Л. Г. Мазинг, а с 1927 до 1931 датский славист Адольф Стендер-Петерсен.
В период буржуазной Эстонии история кафедры прервалась на двадцать с лишним лет. Изучение русского языка и литературы как специальности в этот период вообще не допускалось, а «славянская филология» стала каким-то захудалым привеском к «индоевропейской лингвистике».

## Тартуский государственный университет первого советского периода (1940—1941)
В 1940—1941, после присоединения Эстонии к СССР и до начала немецкой оккупации летом 1941, функционировала балто-славянская кафедра историко-филологического факультета под руководством профессора П. Арумаа. Курсы по русской литературе и языку продолжал читать Б. В. Правдин.
26 июня 1940 года Виллем Эрнитс, преподававший русский язык, подал на имя главы балто-славянской кафедры П. Арумаа записку с проектом организации отдельных кафедр русского языка и истории русской литературы.

## Период немецкой оккупации (1941—1944)
В период немецкой оккупации славистика продолжала существовать на той же кафедре, переименованной в кафедру «славянского и индогерманского языкознания». На кафедре продолжали преподавать профессор П. Арумаа, лектор русского языка Б. В. Правдин, доцент славянских языков Виллем Эрнитс. В феврале 1942 были уволены все преподаватели русского языка, принятые в предыдущий советский период.

## Тартуский государственный университет (1945—1990)
После окончания Второй мировой войны в 1947 была создана отдельная кафедра русской литературы, которую возглавил Вальмар Адамс, ранее преподававший русский язык:26-27. Уже через два года, в 1949, он был снят с должности и в 1950 арестован по 58 статье:67-69.
С 1949 по 1954 кафедру возглавлял Б. В. Правдин. В 1950 преподавателем-часовиком на кафедру поступил Ю. М. Лотман, в 1952 в штат был принят преподавателем Б. Ф. Егоров. Оба они пришли на кафедру русской литературы из Тартуского учительского института.
По уходе Правдина на пенсию в 1954, Б. Ф. Егоров занял пост заведующего кафедрой, а Лотман стал ее доцентом:27  :49-50, 60-61.
В 1955 Вальмар Адамс вернулся на кафедру и проработал там до 1974 года.
В эти годы штатными преподавателями кафедры стали Я. С. Билинкис (1953—1955),
С. Г. Исаков (1955—1992), З. Г. Минц (1956—1990), П. С. Рейфман (с 1959 г.), В. И. Беззубов (1960—1991).
В 1963 на кафедру русской литературы перешла исследовательница эстонского староверия диалектолог Т. Ф. Мурникова.
В 1960, после отъезда Б. Ф. Егорова в Ленинград, заведующим кафедрой русской литературы стал Ю. М. Лотман.
С 1958 года начинает выходить серия ученых записок Тартуского университета «Труды по русской и славянской филологии. Литературоведение», в 1963 г. началось издание сборников студенческих научных работ «Русская филология». С 1964 кафедра русской литературы стала издавать «Блоковский сборник».
В 1964 проходит первая «Летняя школа по вторичным моделирующим системам» в Кяэрику:117-125, 131-134. В том же году выходит первый том «Трудов по знаковым системам». С этого времени принято отсчитывать возникновение Московско-Тартуской семиотической школы.
В 1960—1970-х на кафедре работали И. А. Чернов (1966, 1968—1969, 1972—1993), А. Э. Мальц (1967—1999), П. А. Руднев (1968—1972), А. Ф. Белоусов (1970—1977), Е. В. Душечкина (1972—1977), Л. И. Вольперт (1977—1985, 1990—1993), И. А. Аврамец (1979—1992).
В 1977 году под административным давлением Лотман прекращает руководить кафедрой русской литературой, оставшись ее профессором, а в 1980 году переходит на кафедру зарубежной литературы:166 .
С 1977 по 1980 кафедрой русской литературы заведовал В. И. Беззубов.
В 1980—1990-е на кафедру пришли М. Б. Плюханова (1980—1994), О. Г. Костанди (1980—1988), Ю. К. Пярли (1983—1997), Л. Л. Пильд, Р. Г. Лейбов, Е. А. Погосян (с 1988), А. А. Данилевский (с 1990), М. Ю. Лотман (1991—1992), П. Г. Торопыгин (1993—1995).
С 1980 по 1992 кафедрой русской литературы заведовал С. Г. Исаков.
В разное время в 1980-х — начале 1990-х курсы преподавали также А. М. Штейнгольд, Е.  Петровская, В.
 Г. Беспрозванный, Е. В. Пермяков, М. Ф. Гришакова, Г. М. Пономарёва, В.И. Гехтман.

## Тартуский университет (с 1990 по современный период)
С началом пост-советского периода структура Тартуского университета претерпела реорганизацию, вместо отдельных гуманитарных факультетов был создан обширный 
философский факультет,
в который были включены исторические, филологические, культурологические и философские науки, а кафедра русской литературы вошла в нем в состав отделения русской и славянской филологии. Отделение состояло из трех кафедр: русской литературы (глава кафедры Л. Н. Киселёва), русского языка (глава кафедры И. Кюльмоя)
и славянской филологии, где были открыты программы по чешской и польской филологии:159-160. Кафедру славянской филологии возглавил лингвист А. Д. Дуличенко.
В 1992 году от кафедры русской литературы отделилась кафедра семиотики, которую возглавил Ю.М. Лотман:219. С 1995 учебного года кафедра семиотики переведена на факультет социальных наук.
С 2011 отделение сменило название на «Отделение славянской филологии», однако внутреннее деление на кафедры не претерпело изменений.
В 2015-2016 годах философский факультет был преобразован в факультет искусств и гуманитарных наук, а отделение славянской филологии вошло в состав колледжа мировых языков и культур (вместе с романской, германской, классической филологиями, скандинавистикой и англистикой), и русская филология утратила самостоятельность как административная единица, став частью отделения славянских исследований.
С 1993 отделение русской и славянской филологии возглавила Л. Н. Киселёва и далее руководила отделением славистики до февраля 2021 (1993–1997, 2000–2003, 2006–2009, 2012–2021) попеременно с Ириной Кюльмоя (1997–2000, 2003–2006, 2009–2012). С марта 2021 отделением славистики заведует Т. Н. Степанищева. Литературоведческое направление представлено М. В. Боровиковой, Р. С. Войтеховичем, Л. Н. Киселёвой, Р. Г. Лейбовым, Л. Л. Пильд и Т. Н. Степанищевой.
Русская филология представлена на отделении славистики бакалавриатом, магистратурой и докторантурой. Языки преподавания отдельных курсов – русский, эстонский и английский. Для обучающихся в бакалавриате владение эстонским и русским языками является обязательным (с 2020 г. университет прекратил программу предварительного годового обучения эстонскому языку для студентов из-за рубежа). Для поступления в магистратуру обязательно наличие сертификата о знании английского. Обучение бесплатно для всех поступивших по конкурсу, независимо от гражданства.

## Адреса
- С момента своего основания и до пожара 21 декабря 1965, кафедра русской литературы находилась в главном здании Тартуского университета на улице Юликооли (Ülikooli) 18.

- После пожара в главном здании Тартуского университета кафедра русской литературы, вместе с остальной славистикой, перебирается в соседнее с ним здание Юликооли (Ülikooli) 18a.

- С 2001 по 2012 отделение славистики находилось в «Новом анатомическом театре» на улице Няйтусе (Näituse) 2.

- В 2012 славистика переезжает на улицу Лосси (Lossi) 3.

- Осенью 2020 с началом ремонта в здании на Лосси, славянское отделение, как и весь Колледж мировых языков и культур временно переезжает в здание на Лийви 4.

- С началом учебного года в сентябре 2022 славистика возвращается на улицу Лосси 3.

## Серийные публикации
- Труды по русской и славянской филологии (1958 — 1988; Новая серия I — VI, 1990 — 2009).
- Труды по знаковым системам (1964 — 2008, вып. 1 — 36).
- Slavica Tartuensia (1985 — 1991, I-III).
- Пушкинские чтения в Тарту (I — VI, 1980 —...).
- Блоковский сборник. (I — XVIII, 1964 —...).
- Acta Slavica Estonica (2012 —…, Т. 1-11).
- Studia Russica Helsingiensia et Tartuensia.

## О кафедре русской литературы Тартуского университета
- Указатель к трудам по русской литературе (1958—1990). Включает публикации в «Трудах по русской и славянской филологии», «Блоковских сборниках», сборниках трудов Студенческого научного общества, материалах и тезисах научных студенческих конференций, борниках «Литературоведение и школа».
- Хроника научной жизни (доклады, семинары и тп) 1949—2017
- Дипломные работы (с 1949 по 1998)
- Официальная страница неофициально существующей кафедры
- Ruthenia